# Boris Leonidowitsch Tichomirow

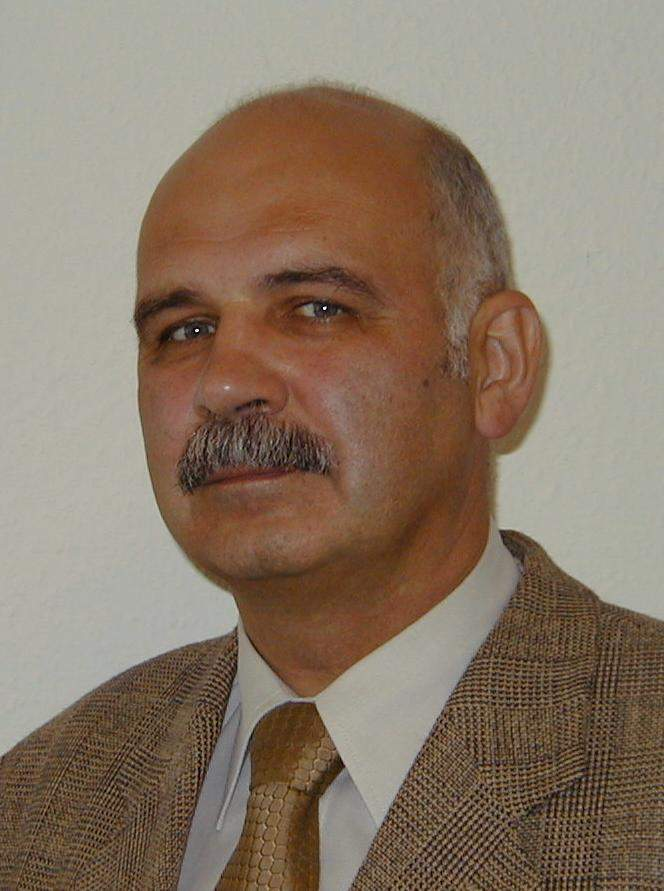
Boris Tichomirow (2005)

Boris Leonidowitsch Tichomirow (russisch Борис Леонидович Тихомиров; * 15. Dezember 1955 in Moskau) ist ein ehemaliger Diplomat, Manager und Mitarbeiter im russischen Umweltministerium und Mitinitiator der Deutsch-Russischen Zusammenarbeit im Bereich des Umwelt- und Naturschutzes und Co-Autor des Abkommens zwischen der Regierung der Russischen Föderation und der Regierung der Bundesrepublik Deutschland auf dem Gebiet des Umweltschutzes vom 28. Mai 1992.

## Leben und Karriere
Nach der Schulbildung von 1963 bis 1973 in der Otto-Grotewohl-Schule Nr. 3 mit erweitertem Deutschunterricht und Abitur erhielt Boris Tichomirow seine Hochschulausbildung am Staatlichen Fremdspracheninstitut Moskau. Er schloss das Studium 1978 mit dem Diplom „Dolmetscher/Übersetzer und Referent für Deutsch und Englisch“ ab.
Nach der Hochschule kam der Pflichtdienst in der Armee, den er als Leutnant 1978–1980 in Halle in der DDR ableistete.
Durch seine während des Armeedienstes aufgebauten Kontakte mit Jugendorganisationen in Halle wurde er 1980 zum leitenden Referenten im Komitee für Jugendorganisationen der UdSSR. Sein Tätigkeitsfeld war die Zusammenarbeit mit Jugendorganisationen deutschsprachiger Länder, insbesondere Kontaktpflege mit der Jungen Union, den Jusos und dem Bundesjugendring.
Die gesammelten Erfahrungen in der internationalen Jugendpolitik konnte er ab 1984 als ein Mitarbeiter der 3. Europäischen Abteilung des Außenministeriums der UdSSR und als der III. Sekretär der Botschaft der UdSSR in der DDR, Abteilung Außenpolitik weiter nutzen. Seine Promotion zum Thema „Geschichte der österreichischen Jungsozialisten“ wurde durch die sowjetische Attestationskommission als „ein mit der feindlichen Ideologie durchdrungenes Material“ abgelehnt. Das war einer der Gründe der Änderung seiner Zuständigkeiten in der Botschaft von der Zusammenarbeit mit Jugendorganisationen der DDR zur Umwelt- und Naturschutzpolitik.
Vor der Nuklearkatastrophe von Tschernobyl im April 1986 gab es in Europa keine staatlichen Umwelt- und Naturschutzbehörden. Erst 1986/87 bauten westeuropäische Länder ihre Umweltministerien auf (Juni 1986 BMU). Nach der Rückkehr aus Berlin 1988 verließ Tichomirow das Außenministerium und wechselte zum in diesem Jahr gegründeten Staatskomitee für Umweltschutz und natürliche Ressourcen der UdSSR, später dem Ministerium für Umweltschutz und natürliche Ressourcen der UdSSR und nach dem endgültigen Zerfall der Sowjetunion der Russischen Föderation, wo er als Referatsleiter für bilaterale Zusammenarbeit in der Hauptverwaltung für internationale Zusammenarbeit bis 1992 tätig war. Seine Aufgaben waren Aufbau und Realisierung der Zusammenarbeit im Bereich des Umwelt- und Naturschutzes zwischen der UdSSR, anschließend der Russischen Föderation, mit deutschsprachigen Ländern (Mitwirkung an der Gestaltung der Umweltschutzpolitik Russlands, Autor und Koordinator von zwischenstaatlichen Abkommen mit Deutschland, Österreich, der Schweiz und Luxemburg, Anbahnung und Leitung der wirtschaftlichen Kooperation im Umweltschutzbereich mit diesen Ländern). Als Verantwortlicher Sekretär der deutsch-sowjetischen Umweltschutzkommission und nachfolgend der Leitgruppe zur Realisierung des russisch-deutschen Umweltschutzabkommens vom 28. Mai 1992 erarbeitete er zusammen mit dem Bundesumweltministerium (BMU) die ersten Pläne der Realisierung des Abkommens. Die dafür gebildeten Arbeitsgruppen realisieren heute noch Projekte zum Natur- und Umweltschutz. Diese Dokumente sind die Grundlage der heutigen deutsch-russischen Zusammenarbeit im Natur- und Umweltschutzbereich mit zahlreichen Programmen und Projekten. Ähnliche zwischenstaatliche Abkommen formulierte Tichomirow für die Zusammenarbeit mit Österreich und der Schweiz.
Zum Aufbau der deutsch-russischen wirtschaftlichen Zusammenarbeit im Umweltschutzbereich wirkte er ab 1990 als Vertreter der Russischen Föderation bei dem Aufbau des Umweltbüros Ost (UB-Ost) der Deutschen Wirtschaft als einer Tochterorganisation des Deutschen Industrie- und Handelstages in Moskau mit, dass 1992 in Berlin auf der Grundlage eines zwischenstaatlichen Vertrages eröffnet wurde. Die Tätigkeit des UB-Ost aktivierte maßgeblich den europäischen Umwelttechnologieaustausch. 1992 zog er als der Berater des UB-Ost und Vertreter des Umweltministeriums der Russischen Föderation in Deutschland nach Berlin um. Seine Tätigkeitsfelder waren Außenwirtschaftspolitik, Umweltschutzpolitik, Anbahnung deutsch-russischer Wirtschaftskooperationen im Bereich des Umwelt- und Naturschutzes (Unterstützung bei der Gründung von Jointventures, Firmenkontakten, Kontakten zu russischen und internationalen Kreditinstituten, Kontakten zu Leitungen föderaler und regionaler Behörden etc.).
1998 wurde das UB-Ost in den Verein zur Förderung des internationalen Transfers von Umwelttechnologie – ITUT e. V., Berlin/Leipzig integriert. Boris Tichomirow war somit 14 Jahre in der deutschen Kammerorganisation in Berlin tätig, wo er bis 2007 folgende Schwerpunkte verfolgte:
- Realisierung von (Pilot-)Projekten und Transfer von Umweltschutz-Know-how zwischen deutschen Kommunen und Unternehmen und entsprechenden Institutionen in den Partnerländern[5],
- Information über die umwelttechnischen und umweltpolitischen Rahmenbedingungen in Deutschland und den Partnerländern zu einer Angleichung der Umweltrechtssysteme und Umweltstandards
- Unterstützung klein- und mittelständischer Unternehmen beim Transfer von Umweltschutztechnologien und -technik in die Partnerländer[6]
- Unterstützung bei der Suche nach Finanzierungsmöglichkeiten von Umweltprojekten durch enge Zusammenarbeit mit Partnern der deutschen Bundes- und Landespolitik sowie den politischen Vertretern der Partnerländer
- Analysen und Bewertungen zu umweltpolitischen und umwelttechnischen Rahmenbedingungen und Problemlagen sowie zum Bedarf an Umwelttechnologie und -technik in den Partnerländern
- Organisation von branchen- und regionalspezifischen Informationsveranstaltungen, Konferenzen, Symposien, Workshops, Fortbildungsveranstaltungen, Praktika und Unternehmerreisen mit Vertretern von Kommunen, Wirtschaft und Unternehmen aus Deutschland und den Partnerländern.

Im ITUT e. V. war Tichomirow unter anderem der Co-Initiator und Organisator der Deutsch-Russischen Umwelttage in Kaliningrad.
2008 war er Projektleiter der Bildungsvereinigung ARBEIT UND LEBEN e. V. Sachsen-Anhalt, 2009 – freischaffend (Projektbegleitung der Deutschen Bundesstiftung Umwelt) u. a. im Gebiet Kaliningrad.
2010–2021 ist er Team-Leiter Zentralasien und Osteuropa des Naturschutzbundes (NABU) Deutschland, wo er das im Oktober 2013 in Bischkek stattgefundene Weltforum zum Schutz von Schneeleoparden initiiert hat und einige NABU-Projekte in Kirgisistan, Kasachstan, Tadschikistan, Usbekistan, wie auch in Russland leitete. 2015 hat Tichomirow das NABU-Kirchenprojekt aufgebaut –  Zusammenarbeit der Kirche (christliche wie auch muslimische) mit Naturschutzorganisationen "zur Erhaltung der Schöpfung" – auf dessen Grundlage 2016 er die Gründung von IRCEF (Interreligiöses und ökologisches Zivilforum in Osteuropa) als ein Instrument der Zusammenarbeit zwischen der Kirche und zivilen Organisationen (über 65 kollektive Mitglieder aus sechs Ländern der Östlichen Partnerschaft und fünf westeuropäischen Ländern) auf der Grundlage gemeinsamer Werte des Naturschutzes und der Schöpfungsverantwortung in Europa und der Östlichen Partnerschaft initiiert hat. In den vergangenen Jahren hat NABU zusammen mit IRCEF oder seinen Partnern 28 Naturschutzprojekte realisiert.